# Witterswil
Witterswil är en ort och kommun i distriktet Dorneck i kantonen Solothurn, Schweiz. Kommunen har 1 467 invånare (2023).